# A103 (Росія)
Автошлях А103 — шосе на території Росії. Починається у Москві, проходить через Балашиху, Щілківку та закінчується у Чорноголівці на перетині з трасою A107. Також називається Щолківським шосе.
Загальна протяжність — 43 км.
У зв'язку з тим, що дорога поступово звужується з 8 до 2 смуг, у місцях звуження часто утворюються пробки. На трасі дуже висока інтенсивність руху.